# بوستان ساحلی دریابزرگ( بهاران)
 بوستان ساحلی بهاران یا بوستان دریا بزرگ نام بوستانی در شهر چابهار مرکز استان سیستان و بلوچستان در سواحل مکران است.